# The World of Narue
The World of Narue (яп. 成恵の世界 Наруэ но Сэкай, Мир Наруэ) — японская манга, автором которой является Томохиро Марукава. Начала выпускаться в 1999 году издательством Kadokawa Shoten в журнале Shōnen Ace. Всего выпущено 12 томов манги, последний из которых вышел в августе 2011 года.
На основе манги студией Studio Live был выпущен аниме-сериал, который транслировался по телеканалу Mainichi Broadcasting System с 4 апреля по 28 июня 2003 года. Сериал был лицензирован компанией Central Park Media, однако которая скоро объявила о банкротстве, и лицензию приобрела компания ADV Films, которая выпустила сериал на DVD издании 21 июля 2009 года.

## Сюжет
Действие разворачивается вокруг Кадзуто Ито, 14-летнего школьника. Однажды его спасает от атаки инопланетянина Наруэ Нанасэ. И Дазуто обнаруживает, что сама Наруэ наполовину инопланетянка, а её отец входит в команду галактической разведки. Так Кадзуто и Наруэ становятся друзьями, а позже и возлюбленными. Однако теперь на Кадтуто взваливается масса новых проблем: например со стороны сестёр Наруэ — Канаки и Хадзимэ или одноклассника Наруэ, уфолога, который напрочь не верит в происхождение Наруэ и считает, что она намеренно врёт, чтобы привлечь больше внимания.

## Список персонажей
Кадзуто Иидзука (яп. 飯塚 和人) — Главный герой истории. Ученик средних классов, который влюбляется в инопланетную девушку. Он отаку и увлекается аниме в жанре махо-сёдзё. Умеет хорошо плавать.
Сэйю: Дайсукэ Сакагути
Наруэ Нанасэ (яп. 七瀬 成恵) — главная героиня истории. Её мать японка, а отец инопланетянин. Часто отправлялась в космос, но сильно скучала по земле и не хотела её покидать. Главного героя называет Кадзу.
Сэйю: Ното Мамико
Масаки Маруо (яп. 丸尾 正樹) — лучший друг Кадзуто а также друг детства Яги.
Сэйю: Дзюн Фукуяма
Хадзимэ Яги (яп. 八木 はじめ) — одноклассница Кадзуто, увлекается научной фантастикой, однако не желает верить в то, что Наруэ инопланетянка и сначала даже относится к ней враждебно. 
Сэйю: Саэко Тиба
Канака Нанасэ (яп. 七瀬 香奈花) — сводная сестра Наруэ и чистокровная инопланетянка. Она кажется младше Наруэ в результате проблем во время космического путешествия. Очень озорная и создаёт для главных героев много проблем, долгое время не могла приспособится к жизни на Земле.
Сэйю: Дзюнко Минагава
Тадаси Нанасэ (яп. 七瀬 正) — отец Наруэ, он инопланетянин. Был когда то отправлен на Землю, чтобы изучить культуру и народ Земли. Так он влюбился в будущею мать Наруэ.
Сэйю: Дзюнъити Сугавара
Тейл Мессер (яп. テイルメッサー Тэйру Мэсса) — главный инспектор. Много раз пытается убедить Наруэ покинуть Землю и улететь в космос. Когда то помогал отцу Наруэ эмигрировать из Планеты «Ниппон» (на японском Япония). Является главной угрозой для разрушения романтических отношений Кадзуто и Наруэ.
Сэйю: Томомити Нисимура
Рин Асакура (яп. 朝倉 鈴) — космический андроид, которая должна защищать Землю. Долгое время пыталась соблазнить Кадзуто и отбить его у Наруэ, но вскоре сдаётся, узнав о их сильной и нерушимой связи. Позже становится их хорошим другом.
Сэйю: Ома Итимура
Ран Тэндо (яп. 天堂 蘭) — андроид, космический истребитель, главная задача которой — защищать Землю. Мыслит более здраво, чем Рин. Может превращать свои хвосты в двигательные установки.
Сэйю: Томоко Каваками

## Критика
Представители сайта Anime News Network отметили, что сериал выглядит довольно неплохо на фоне других махо-сёдзё сериалов того времени, однако сам сценарий получился небрежным, сериал изобилует панцушотом и однотипными шутками. В анимации и дизайне практически отсутствует творчество.